# Agathia zonarius
Agathia zonarius là một loài bướm đêm trong họ Geometridae.